# Lendvakislak
Lendvakislak (korábban Kernyecz, szlovénül: Krnci) falu Szlovéniában, Muravidéken, Pomurska régióban.  Közigazgatásilag Alsómaráchoz tartozik.

## Fekvése
Muraszombattól 10 km-re északkeletre a Bokrácsi-patak partján fekszik.

## Története
A települést 1395-ben "Kernelicz" alakban említik először. A Nádasd nembeli Nádasdy és Darabos családok birtoka volt. 1403-ban a birtok a rimaszécsi Széchy család birtoka lett. 1408-ban "Poss. Kerninch" néven említik.
1687. szeptember 15-én a vasvári káptalan előtt aláírt szerződésben gróf Kéry Ferenc, Vas vármegyei főispán, kamarás és tábornok és neje rimaszécsi gróf Széchy Julianna a birtokot a Szapáry családnak adta el.
Vályi András szerint " KERNECZ. Tót falu Vas Várm. földes Ura G. Szapári Uraság, lakosai katolikusok, fekszik Kancsóczhoz nem meszsze, és annak filiája, ámbár külömbféle javai vannak; de földgye soványas."
Fényes Elek szerint " Kernecz, vindus falu, Vas vmegyében, 103 evang., 4 kath. lak."
Vas vármegye monográfiája szerint " Kislak magyar falu, 24 házzal és 135 r. kath. és ág. ev. lakossal. Postája Mártonhely, távírója Muraszombat."
1910-ben 142, túlnyomórészt szlovén lakosa volt. A trianoni békeszerződésig Vas vármegye Muraszombati járásához tartozott, 1919-ben átmenetileg a de facto Mura Köztársaság része lett. Még ebben az évben a Szerb–Horvát–Szlovén Királysághoz csatolták, ami 1929-től Jugoszlávia nevet vette fel. 1941-ben átmeneti időre ismét Magyarországhoz tartozott, 1945 után visszakerült jugoszláv fennhatóság alá. 1991 óta a független Szlovénia része. 2002-ben 59 lakosa volt.

## Nevezetességei
A falu haranglábát 1938-ban építették.